# LMHOSTS
LMHOSTS(LAN Manager Hosts)는 윈도우 운영 체제에서 실행되는 서비스 중 하나이며, WINS가 담당하지 않는 LAN에서 IP주소 와 호스트 정보를 관리하는 소규모 DNS, WINS 서비스를 뜻한다.

## 같이 보기
- 넷바이오스